# Sinterklaasjournaal (2001)
Het Sinterklaasjournaal in 2001 was het eerste seizoen van het Sinterklaasjournaal en werd gepresenteerd door Dieuwertje Blok. De intocht vond plaats in Maastricht.

## Verhaallijn
De landelijke intocht van Sinterklaas vindt plaats in Maastricht. Het leek allemaal voorspoedig te verlopen, totdat blijkt dat er een brug (Sint Servaasbrug) in Maastricht is die te laag is om de Pakjesboot 12 te laten passeren. Sinterklaas en een aantal Pieten stapten over op de Pakjesboot 14 die wel onder de brug door kon en even later veilig aanmeerde. Intussen lieten de Pieten die nog op de Pakjesboot 12 stonden, deze boot met een enorme takel op de kant hijsen, op een wagen laden en door de stad trekken.
Iedereen was blij, behalve Ilona Waaihout, die zich al vanaf de dag van de intocht druk maakte over de chocoladeletter I die ze steeds in haar schoen kreeg. Ze dacht dat ze veel minder chocolade kreeg dan de anderen en besloot daarom het Grote Boek van Sinterklaas uit het Pietenhuis te stelen en schreef daarin dat ze elke dag haar hele naam in letters in haar schoen wilde. Samen met haar broer Berend bracht ze het boek toen terug. Maar per ongeluk legden ze hem bij het vuilnis en toen nam de vuilnisman het mee. Zo raakte het boek dus zoek. Het boek maakte een hele tocht door Nederland: via bibliotheken en scholen kwam het uiteindelijk op de zolder van het Pietenhuis terecht, waar Paardenpiet Glenn het op het laatste moment vond. Als 5 december-cadeau kreeg Ilona uiteindelijk haar complete naam in chocoladeletters.

## Rolverdeling
| Rol                     | Naam                |
| ----------------------- | ------------------- |
| Presentatrice           | Dieuwertje Blok     |
| Voice-over              | Kees Driehuis       |
| Verslaggever            | Aart Staartjes      |
| Sinterklaas             | Bram van der Vlugt  |
| Wellespiet              | Dick van den Toorn  |
| Hoofdpiet               | Erik van Muiswinkel |
| Huispiet                | Maarten Wansink     |
| Wegwijspiet             | Michiel Kerbosch    |
| Paardenpiet Glenn       | Anne Rats           |
| Nietespiet              | Georgina Verbaan    |
| Professor Titus Tillema | Dick Lam            |
| Gastrollen              |                     |
| Professor Beentje       | Kees Hulst          |
| Ilona Waaihout          | Martine Sandifort   |
| Berend Waaihout         | Alex Klaasen        |
| Wim                     | Bruun Kuijt         |
| Aanwezig bij de intocht | Pieke Dassen        |